# مطثية حالة للنشا
مطثية حالة للنشا (الاسم العلمي: Clostridium amylolyticum) هي نوع من البكتيريا يتبع جنس المطثية من الفصيلة المطثاوية.